# Emtinghausen
Emtignhausen es un municipio situado en el distrito de Verden, en el estado federado de Baja Sajonia (Alemania). Tiene una población estimada, a mediados de 2021, de 1477 habitantes.
Forma parte de la comunidad de municipios (samtgemeinde) de Thedinghausen.
Está ubicado en el centro del estado, a poca distancia al sureste de la ciudad de Bremen.